# Zoetzuur

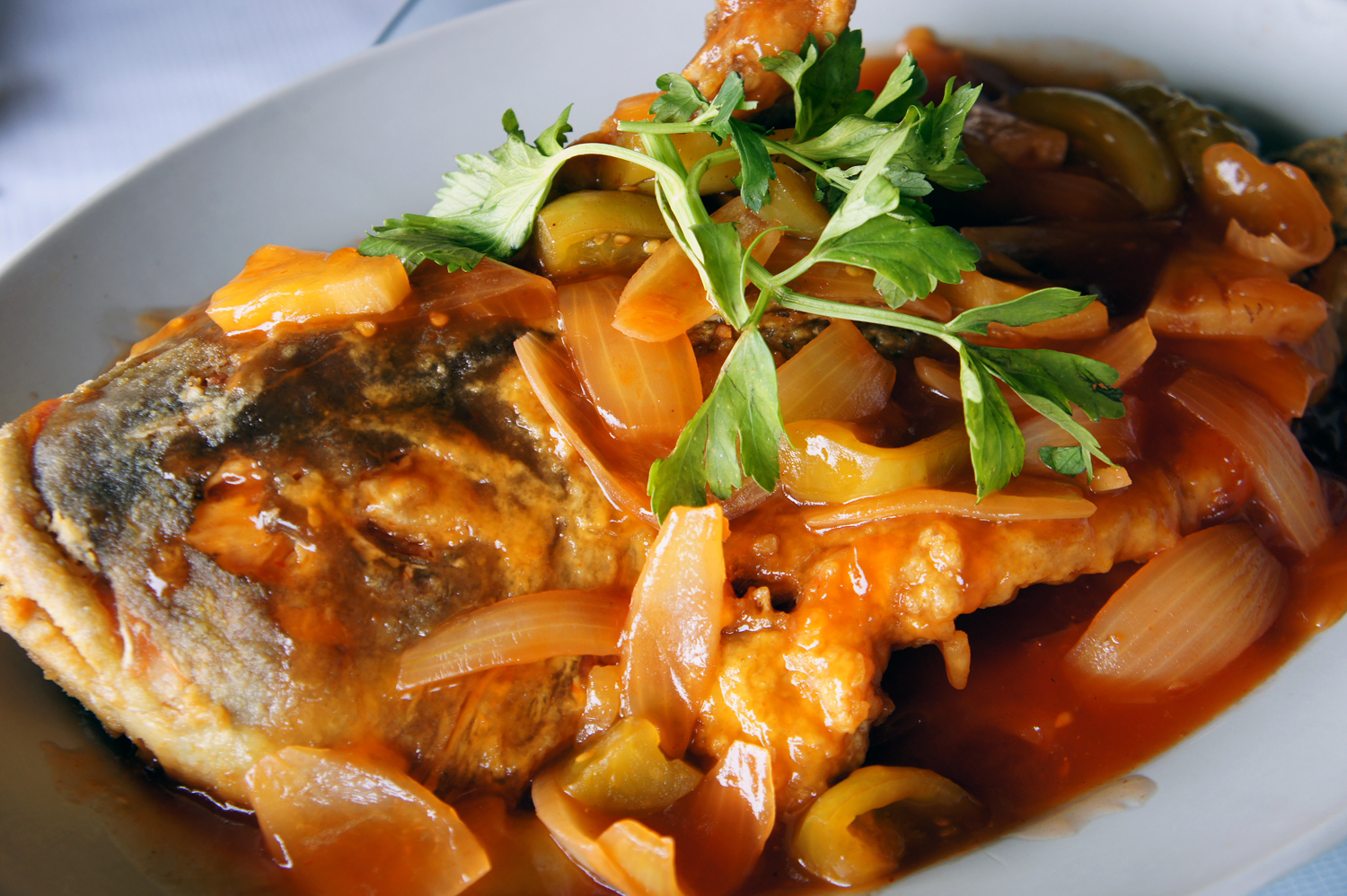
Vis in zoetzure saus

Zoetzuur is de culinaire combinatie van zoete en zure smaken. Men treft dergelijke gerechten en bereidingen wereldwijd aan in verschillende keukens.

## Geschiedenis
In de klassieke oudheid werden honing en azijn frequent gecombineerd in dressings en sauzen (oxymelikraton), dranken en vleesgerechten (muma). Ook de middeleeuwse keuken had een voorliefde voor zoetzuur. Vooral uit Italië, Engeland en de Lage Landen zijn zoetzure gerechten bekend, Frankrijk was eerder gericht op zuur. Aanvankelijk waren de voornaamste zoetstoffen zoete wijn, druivenmost en gedroogde vruchten. Onder Arabische invloed was in de 15e-eeuwse gastronomie het combineren van suiker en citroensap populair. Door toedoen van François Pierre de La Varenne maakten de synthetische smaakcreaties vanaf de 17e eeuw plaats voor een nieuwe manier van koken die de nadruk legde op het naar voren brengen van natuurlijke smaken en die suiker voorbehield aan desserts. Hierdoor liep de populariteit van zoetzure gerechten in Europa terug, al zijn ze nooit helemaal verdwenen.

## Actueel gebruik
Het inmaken van groenten en vruchten in suiker en azijn is wijdverspreid. Frisdranken bevatten grote hoeveelheden suiker en citroenzuur. Andere mondiale zoetzuurbereidingen zijn chutney en ketchup.
De Chinese keuken kent diverse zoetzure gerechten, zoals ku lo yuk (varkensvlees).
In de Belgische keuken vormen zoetzure smaakcombinaties de basis van Luikse salade en stoverij (in recepten die gebruik maken van zure bieren en peperkoek of suiker).

## Voetnoten
1. ↑  Michael Lovano, The World of Ancient Greece. A Daily Life Encyclopedia, vol. I, 2019, p. 366
2. ↑  Jean-Louis Flandrin en Massimo Montanari (eds.), Food. A Culinary History, 2013, p. 298-299
3. ↑  Odile Redon, Françoise Sabban en Silvano Serventi, The Medieval Kitchen. Recipes from France and Italy, 2000, p. 28
4. ↑  Massimo Montanari, Medieval Tastes. Food, Cooking, and the Table, 2015, p. 11
5. ↑  Culinair ontdekt: zoetzuur, BRUZZ, 25 juni 2021